# Mammillaria hahniana
Mammillaria hahniana ist eine Pflanzenart aus der Gattung Mammillaria in der Familie der Kakteengewächse (Cactaceae). Das Artepitheton hahniana ehrt den deutschen Kakteenkenner und -sammler aus Berlin-Lichterfelde Adolf Hahn († 1954).

## Beschreibung
Mammillaria hahniana wächst breitkugelig mit hellgrünem Körper, der von der Basis her sprosst, wodurch sich Gruppen herausbilden. Die einzelnen  Körper sind bis zu 9 Zentimeter hoch und bis zu 10 Zentimeter im Durchmesser. Die Warzen sind konisch. Die Axillen sind mit bis zu 20 zusätzlichen weisswolligen Dornen versehen. Die 20 bis 30 Randdornen sind 1,5 Zentimeter lang und haarartig weiß. Die 1 bis 4 Mitteldornen sind kürzer weißlich, manchmal mit rötlichen Spitzen. Die purpurfarbenen Blüten werden bis zu 2 Zentimeter im Durchmesser groß. Die Früchte sind gleichfalls purpurfarben und bis zu 7 Millimeter groß. Die Samen sind schmutzig braun gefärbt.

## Verbreitung, Systematik und Gefährdung
Mammillaria hahniana ist in den mexikanischen Bundesstaaten Guanajuato, Tamaulipas und Querétaro verbreitet und kommt in Höhen zwischen 750 und 2200 Meter vor.
Die Erstbeschreibung erfolgte 1929 durch Erich Werdermann.  Ein nomenklatorisches Synonym ist Neomammillaria hahniana (Werderm.) Y.Itô (1981).
In der Roten Liste gefährdeter Arten der IUCN wird die Art als „Near Threatened (NT)“, d. h. als gering gefährdet geführt.

## Nachweise